# フアン・カルロス・ガリード
フアン・カルロス・ガリード（Juan Carlos Garrido, 1969年3月29日 - ）は、スペインのサッカー指導者。CDカステリョンの監督を務める。

## 経歴
ビジャレアルCF Bの監督を長年務め、セグンダ・ディビシオンBからセグンダ・ディビシオンへの昇格に成功、セグンダでも厳格な指導で有能な若手のそろうチームを躍進させた。2010年2月1日、エルネスト・バルベルデが成績不振で解任されると後任監督に内部昇格した。
マヌエル・ペジェグリーニが実践していたパス・アンド・ムーブのサッカーへ路線を修正し、7位までチームを立て直した。これらの成果が評価され、1年間の契約延長を勝ち取った。ビジャレアルより上位であったRCDマジョルカが財政難により出場資格を剥奪されたため、UEFAヨーロッパリーグ出場権を獲得した。2010-11シーズンは下部組織から若手選手を引き上げ、UEFAヨーロッパリーグではベスト4に進出し、リーグ戦も4位と成功を収めた。マテオ・ムサッキオ、マリオ・ガスパールなど多くの若手選手が主力へ成長した。
2011-12シーズンはサンティ・カソルラの移籍や主力の怪我、新戦力の不調もありチームは不振に陥った。UEFAチャンピオンズリーグでは、バイエルン・ミュンヘン、マンチェスター・シティ、SSCナポリを相手に6戦全敗の最下位に終わる。2011年12月21日、コパ・デル・レイ4回戦・ホームでCDミランデスに敗北した後、解任された 。
2012年11月、ジュピラーリーグのクラブ・ブルッヘの監督に就任した。2012-13シーズンは優勝こそ逃したものの、優勝プレーオフに進出してタイトルを争った。ただ、UEFAチャンピオンズリーグ 2013-14の予選3回戦で格下シロンスク・ヴロツワフ（ポーランド）に敗れる失態を演じ、2013年9月に解任された。
2013年12月2日、最下位に沈むレアル・ベティスの監督に就任した。しかし、1分け4敗と流れは変わらず、2014年1月18日にホームで行われたレアル・マドリードで0-5と惨敗したことが決定打となり、翌日に解任された。
2014年7月8日、アル・アハリの監督に就任した。エジプト・スーパーカップを制覇するなど好成績を収めていたものの、2015年5月3日に解任された。
2016年11月6日、アル・イテファクの監督に就任した。
2017年6月、ラジャ・カサブランカの監督に就任した。
2021年1月12日、セグンダ・ディビシオンで降格圏の21位に沈むCDカステリョンの監督に就任した。

## 監督成績
2020年3月12日現在
| クラブ                   | 就任           | 退任           | 記録 | 記録 | 記録 | 記録 | 記録   |
| クラブ                   | 就任           | 退任           | 試   | 勝   | 分   | 敗   | 勝率   |
| ------------------------ | -------------- | -------------- | ---- | ---- | ---- | ---- | ------ |
| ビジャレアル             | 2010年1月31日  | 2011年12月21日 | 113  | 50   | 24   | 39   | 044.25 |
| クラブ・ブルッヘ         | 2012年11月15日 | 2013年9月19日  | 37   | 20   | 9    | 8    | 054.05 |
| レアル・ベティス         | 2013年12月3日  | 2014年1月19日  | 11   | 2    | 3    | 6    | 018.18 |
| アル・アハリ             | 2014年7月9日   | 2015年5月4日   | 31   | 17   | 7    | 7    | 054.84 |
| アル・イテファク         | 2016年11月6日  | 2017年2月18日  | 12   | 3    | 3    | 6    | 025.00 |
| ラジャ・カサブランカ     | 2017年7月1日   | 2019年1月28日  | 59   | 33   | 17   | 9    | 055.93 |
| アル・アイン             | 2019年2月18日  | 2019年5月31日  | 17   | 4    | 4    | 9    | 023.53 |
| エトワール・サヘル       | 2019年11月18日 | 2020年2月8日   | 13   | 5    | 3    | 5    | 038.46 |
| ウィダード・カサブランカ | 2020年2月26日  | 2020年9月11日  | 7    | 3    | 2    | 2    | 042.86 |
| 合計                     | 合計           | 合計           | 296  | 136  | 70   | 90   | 045.95 |

## タイトル

### 指導者時代
アル・アハリ
- エジプト・スーパーカップ:1回（2014-15）
- CAFコンフェデレーションカップ:1回（2014）

ラジャ・カサブランカ
- モロッコ・カップ:1回（2017）
- CAFコンフェデレーションカップ:1回（2018）